# Прекрасний принц

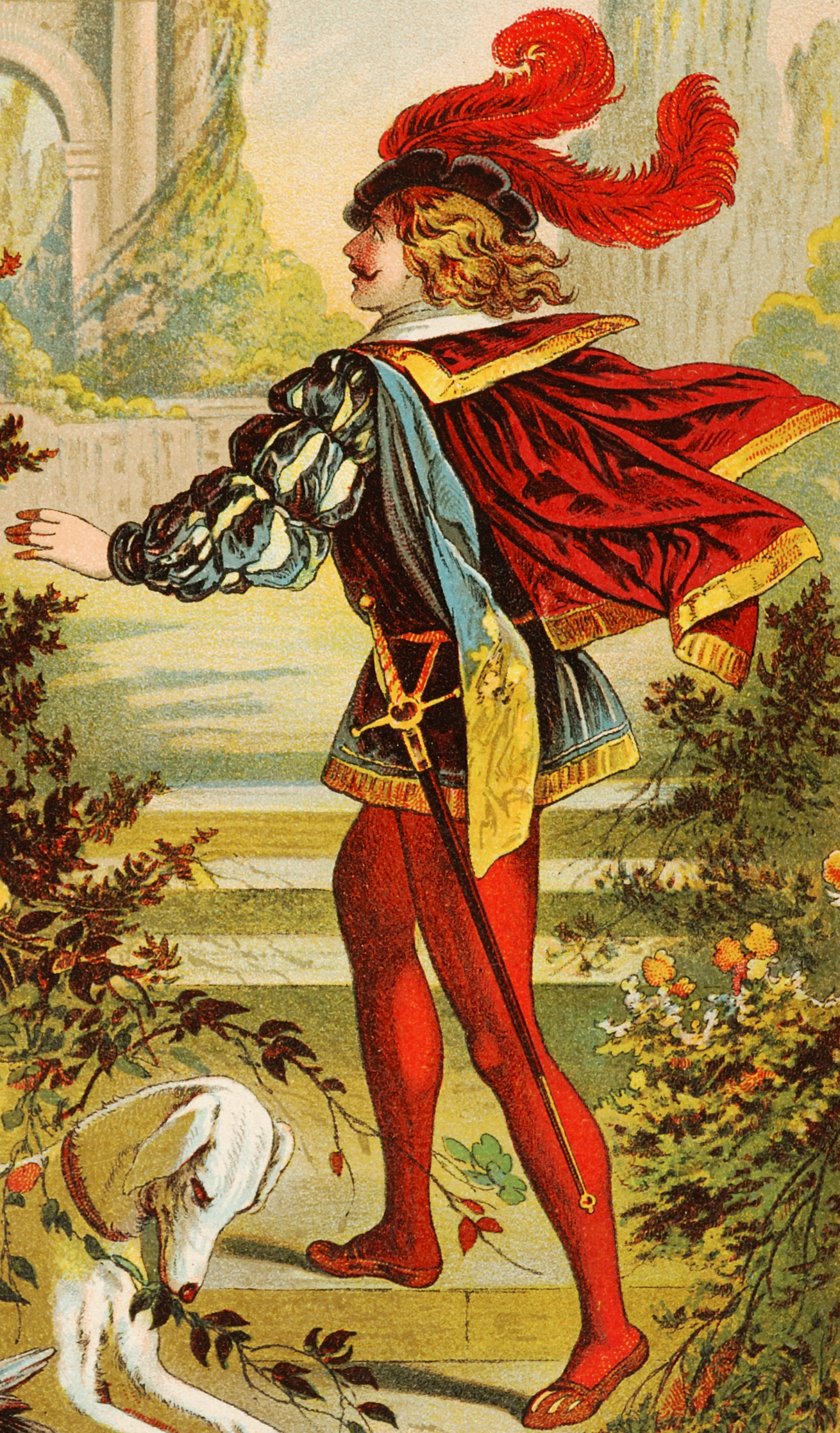

Прекрасний принц — архетиповий образ, вигаданий герой літературного твору, картини або фільму. Позитивний герой, який приходить на допомогу діві у біді, звільняючи її від лиходія, чудовиська або накладеного на неї прокляття.
Образ прекрасного принца поряд з дівою в біді з'являється в багатьох традиційних казках, таких як «Спляча красуня», «Попелюшка» або «Білосніжка».

## В сучасній культурі
Образ прекрасного принца, нерідко званого також принцом на білому коні, закріпився в сучасній культурі як абстрактного, еталонного ідеального чоловіка, чоловіка мрії, зустрічі з яким нібито чекає кожна жінка, і який вирішить всі її проблеми.
На відміну від фольклорних текстів, де «найбільший відсоток актуалізації спостерігається у концептуального ознаки „поведінка“», що дозволяє говорити про принца як людину справи, наприклад в анімаційному фільмі «Шрек-2» «у структурі концепту PRINCE зафіксований найвищий відсоток актуалізації концептуального ознаки «зовнішність», що дозволяє зробити висновок про те, що для сучасного принца найголовніше зовнішність, а не те, що за нею стоїть».